# 플라이어 (공구)

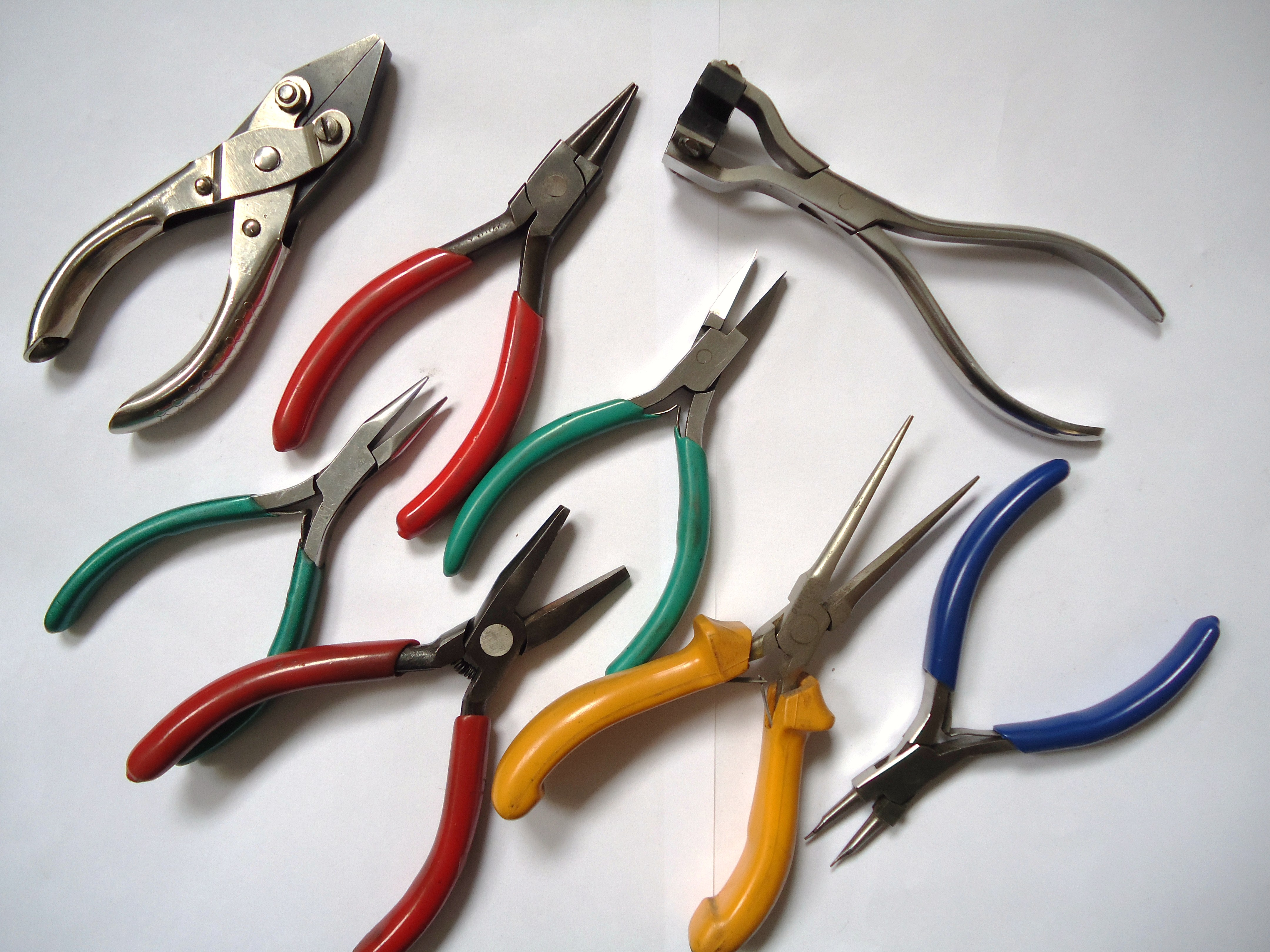
온갖 종류의 플라이어.

플라이어(pliers)는 어떤 물체를 사람의 아귀 힘보다 단단히 잡을 수 있게 해주는 공구이다. 청동기 시대 유럽에서 뜨거운 물건을 잡기 위해 발명된 집게가 그 시초인 것으로 생각된다.

## 종류
롱노즈, 피복벗기개, 니퍼, 핀서, 몰렌치, 플럼버렌치 등이 모두 플라이어의 일종이다.